# Calarie
Calarie är en ort i Australien. Den ligger i kommunen Forbes och delstaten New South Wales, i den sydöstra delen av landet, omkring 300 kilometer väster om delstatshuvudstaden Sydney. Orten hade 278 invånare år 2011.
Närmaste större samhälle är Forbes, nära Calarie. 